# Gumuk
Gumuk is een bestuurslaag in het regentschap Banyuwangi van de provincie Oost-Java, Indonesië. Gumuk telt 2349 inwoners (volkstelling 2010).